# Bourem (Kreis)

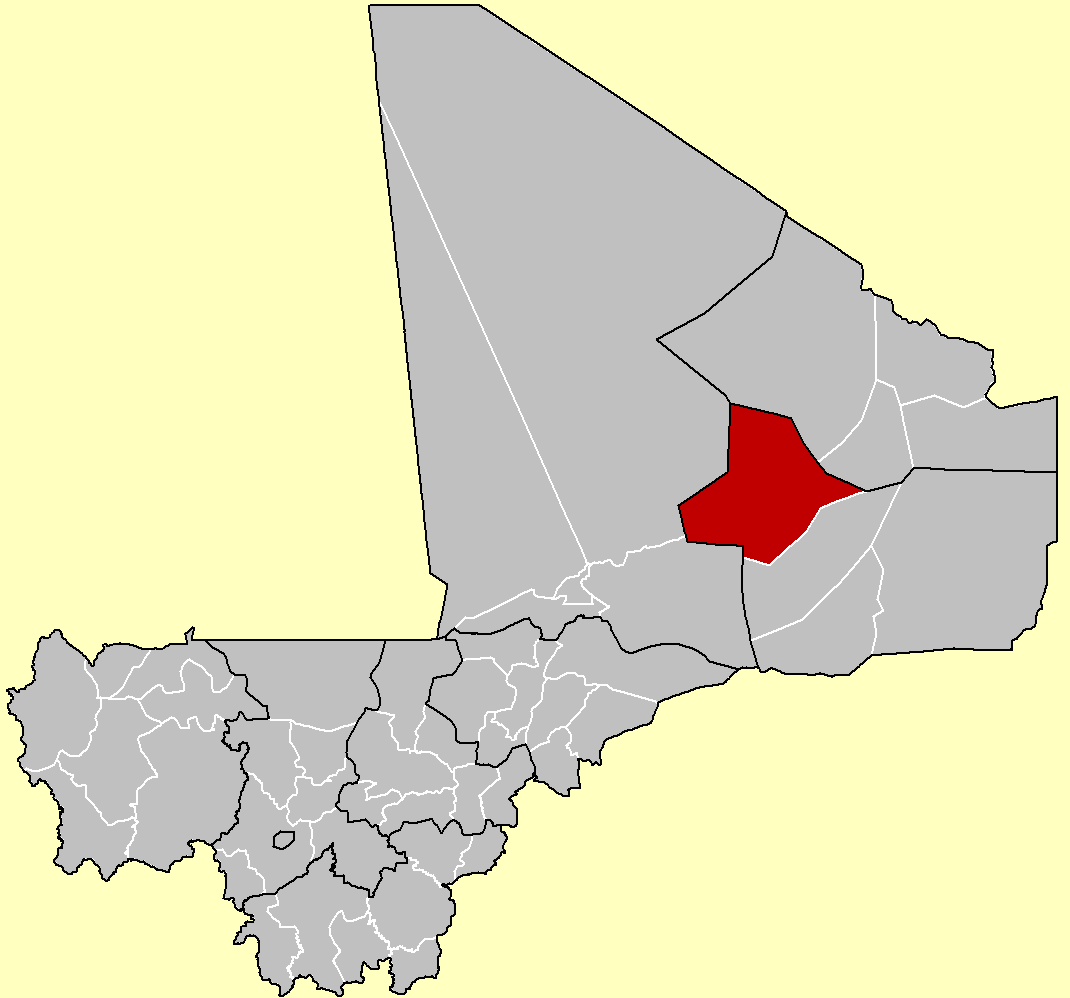
Kreis Bourem

Bourem ist der Name eines Kreises (franz. cercle de Bourem) in der Region Gao in Mali.
Der Kreis teilt sich in fünf Gemeinden, die Einwohnerzahl betrug beim Zensus 2009 115.958 Einwohner.
Gemeinden: Bourem (Hauptort), Bamba, Taboye, Tarkint, Téméra.